# Ann Mei Chang
Ann Mei Chang (20 de mayo de 1967) es una experta en tecnología, defensora del desarrollo global, autora y conferenciante estadounidense. Es la directora de innovaciones de la organización Pete for America, la campaña presidencial de 2020 en favor de Pete Buttigieg, primer candidato presidencial abiertamente homosexual.

## Trayectoria
Mei Chang estudió en la Universidad de Stanford, y se especializó en Ciencias de la Computación. Fue miembro en 2011 de Henry Crown Fellows en el Instituto Aspen.
Comenzó su carrera como ejecutiva de tecnología en Silicon Valley, con compañías como Apple, Intuit y otras empresas. Trabajó durante ocho años como Directora de Ingeniería en Google, donde también dirigió el Equipo de desarrollo de productos para Mercados Emergentes.
Tras veinte años de trabajo en Silicon Valley, se mudó al sector social y público. Fue nombrada Directora de Innovación en Mercy Corps en 2013. Durante este tiempo también trabajó como Asesora Superior para la Mujer y la Tecnología en la Secretaría de Asuntos de la Mujer en el Departamento de Estado de los Estados Unidos donde formó parte del comité que concibió y lanzó la Alliance for Affordable Internet con el objetivo de expandir el acceso a Internet en los países en desarrollo.
Ocupó el cargo de directora de innovación y directora ejecutiva del Laboratorio de Desarrollo Global en la Agencia de los Estados Unidos para el Desarrollo Internacional.
Newsweek la reconoció como una de las "125  Mujeres influyentes en el mundo para 2013".

## Libros y conferencias
Mei Chang ha escrito sobre el uso de las mejores prácticas de su experiencia en Silicon Valley para beneficiar las causas sociales en su libro Lean Impact: How to Innovate for Radically Greater Social Good.
También lo ha difundido en conferencias como TED - MidAtlantic y Lesbianas que usan tecnología, donde habla sobre cómo ser lesbiana facilitaba el trabajo en el campo de la tecnología dominada por los hombres en Silicon Valley, ya que 'difuminaba la tensión sexual'.